# Polypedilum convictum
Polypedilum convictum är en tvåvingeart som först beskrevs av Walker 1856.  Polypedilum convictum ingår i släktet Polypedilum och familjen fjädermyggor. Arten är reproducerande i Sverige. Inga underarter finns listade i Catalogue of Life.